# Daði og Gagnamagnið
Gagnamagnið (также известные как Daði & Gagnamagnið; исл. Daði og Gagnamagnið) — исландская группа во главе с Дади Фрейром Петурссоном. Представители Исландии на Евровидении-2021.

## История группы
Gagnamagnið поддержали Дади Фрейра в 2017 году на Söngvakeppnin, национальном отборе Исландии на Евровидение, при исполнении его песни «Это любовь?» (исл. Hvað með það? Переводится как "Как насчет этого?"., соревнуясь за право выступить на конкурсе песни Евровидение-2017. Они заняли второе место после Свалы Бьёргвинсдоуттир, которая выиграла конкурс с песней «Paper».
В 2020 году они вернулись на Söngvakeppnin как коллектив Daði & Gagnamagnið и выиграли конкурс с песней «Gagnamagnið» (более известной в английской версии как «Think about Things»), получив право представлять Исландию на конкурсе песни Евровидение-2020, который в дальнейшем был отменён из-за пандемии COVID-19. 
23 октября 2020 года Daði в своём твиттер-аккаунте подтвердил, что он и Gagnamagnið представят Исландию на Евровидении-2021. 20 мая 2021 года группа выступила во втором полуфинале и прошла в финал. 22 мая они заняли 4-е место в финале. 

## Состав
В состав группы входят брат и сестра Дади Фрейр Петурссон (ведущий вокалист) и Сигрун Бирна Петурсдоттир (бэк-вокалист), жена Дади Арни Фьола Асмундсдоттир (музыкант) и их друзья — Хулда Кристин Колбрундоттир (бэк-вокалист), Стефан Ханнессон (танцор) и Йохан Сигурдур Йоханнссон (танцор). Gagnamagnið дословно переводится как «Данные», однако в исландском языке этим словом обычно называют тарифный план. Участники группы выступают в фирменных зелёных свитерах, на которых напечатаны их собственные портреты в пиксельной графике.

## Дискография

### Синглы

#### Как Daði & Gagnamagnið
| Название             | Год  | Альбом            |
| -------------------- | ---- | ----------------- |
| «Gagnamagnið»        | 2020 | Non-album singles |
| «Think about Things» | 2020 | Non-album singles |